# Beverly Williams
Beverly Janice Williams (Austin, 9 novembre 1965) è un'ex cestista statunitense.

## Carriera
Guardia di 175 cm, ha giocato in Serie A1 con Schio, Priolo Gargallo e Vicenza e in WNBA con Indiana.